# Rhopalopsyche bisfasciata
Rhopalopsyche bisfasciata är en fjärilsart som beskrevs av Butler 1875. Rhopalopsyche bisfasciata ingår i släktet Rhopalopsyche och familjen svärmare. Inga underarter finns listade.